# Formázás (számítástechnika)
A lemezformázás (angolul disk formatting) vagy csak egyszerűen formázás a számítástechnikában az az eljárás, ami az adattároló eszközt (merevlemezt, hajlékonylemezt) előkészíti a használatra. Amíg egy merevlemez partíció vagy egy hajlékonylemez nincs formázva, addig nem alkalmas fájlok tárolására.

## Formázási szintek
Merevlemezek esetén kétféle formázás létezik, az alacsony és a magas szintű formázás.
- Az alacsony szintű formázás (low-level formatting) létrehozza a lemezeken a szektorokat, tehát kialakítja, hogy a szektorok hol kezdődjenek és hol végződjenek – ez határozza meg, hogy a lemezeken hol lesznek majd tárolhatóak adatok. Ez a folyamat több órányi időt igénybe vehet, és következményeképpen a lemezen tárolt adatok – már amennyiben léteznek – megsemmisülnek. Az alacsony szintű formázás nem csak egy partícióra, hanem a merevlemez teljes tárolásra alkalmas területére vonatkozik. Az alacsony szintű formázást a adattároló gyártók végzik, ugyanis nem megfelelő végrehajtása könnyen tönkretehetné a teljes merevlemezt. Az alacsony szintű formázás után a merevlemez még nem alkalmas adatok (fájlok) tárolására; ehhez még magas szintű formázás is szükséges. Az alacsony szintű formázás bizonyos régi Pentium 1-es és korábbi alaplapok BIOS-ában rendelkezésre állt és működött is, míg a merevlemez gyártók be nem vezették azt, hogy az újabb eszközökön hiába futtatta le a felhasználó az alacsony szintű formázást, azt maga az eszköz szabotálta annak ellenére, hogy az látszólag - több órát igénybe véve - lefutott.
- A magas szintű formázás (high-level formatting) vagy logikai formázás (logical formatting) az a folyamat, melynek során az operációs rendszer felkészít egy partíciót egy bizonyos fájlrendszer használatára. A logikai formázás a partíción létrehozza a boot szektort, a fájlszervezési táblát (például NTFS fájlrendszer esetén a MFT táblát, FATxx fájlrendszer esetén a FAT táblát, stb.) és a gyökér könyvtárat. Magában ez a művelet rövid idő alatt elvégződik – ezért gyors formázásnak is nevezik –, ha viszont ezzel együtt a teljes partíció hibaellenőrzése is lefut („normál” formázás), az már sokkal több időt igénybe vesz. Az operációs rendszerek telepítésének kezdeti szakaszán logikai gyors formázás történik, aminek következtében az operációs rendszer partícióján tárolt régi fájlok elérhetetlenné válnak. A logikai formázást követően a partíció a fájltárolásra alkalmassá válik.

## Adatvisszaállítás formázott partícióról
Logikai gyors formázás esetén a fájlok nem törlődnek le a partícióról, viszont a fájlszervezési tábla  (NTFS vagy FAT stb.) újraíródik, ami így nem lesz kapcsolatban a régi fájlokkal - ezáltal a partíción levő régi fájlok elérhetetlenné válnak a felhasználó számára. Normál logikai formázás esetén – csakúgy, mint a szokásos fájltörléskor – a merevlemezen levő fájl tartalmak nem íródnak felül, hanem használható területnek lesznek nyilvánítva. Mindaddig, amíg új fájlok nem kerülnek a régi fájlok által foglalt lemezterületre, a régi fájlok tartalma a partíción marad, viszont a fájlszervezési tábla segítségével ezúttal sem lesznek elérhetőek, vagyis az átlagfelhasználó számára bármelyik formázás az adatok elvesztését jelenti. Léteznek viszont speciális segédprogramok, melyekkel a logikai formázás esetén a régi fájlok és könyvtárak utólag visszaállíthatók – legalábbis azok, melyek időközben nem íródtak felül újabbakkal.